# بری اوریت (دانشمند)
بری اوریت (انگلیسی: Barry Everitt؛ زادهٔ ۱۹ فوریهٔ ۱۹۴۶) دانشمند در زمینه علوم اعصاب اهل بریتانیا است.
وی همچنین برندهٔ جوایزی همچون همکار انجمن سلطنتی شده‌است.